# Kaligrafia

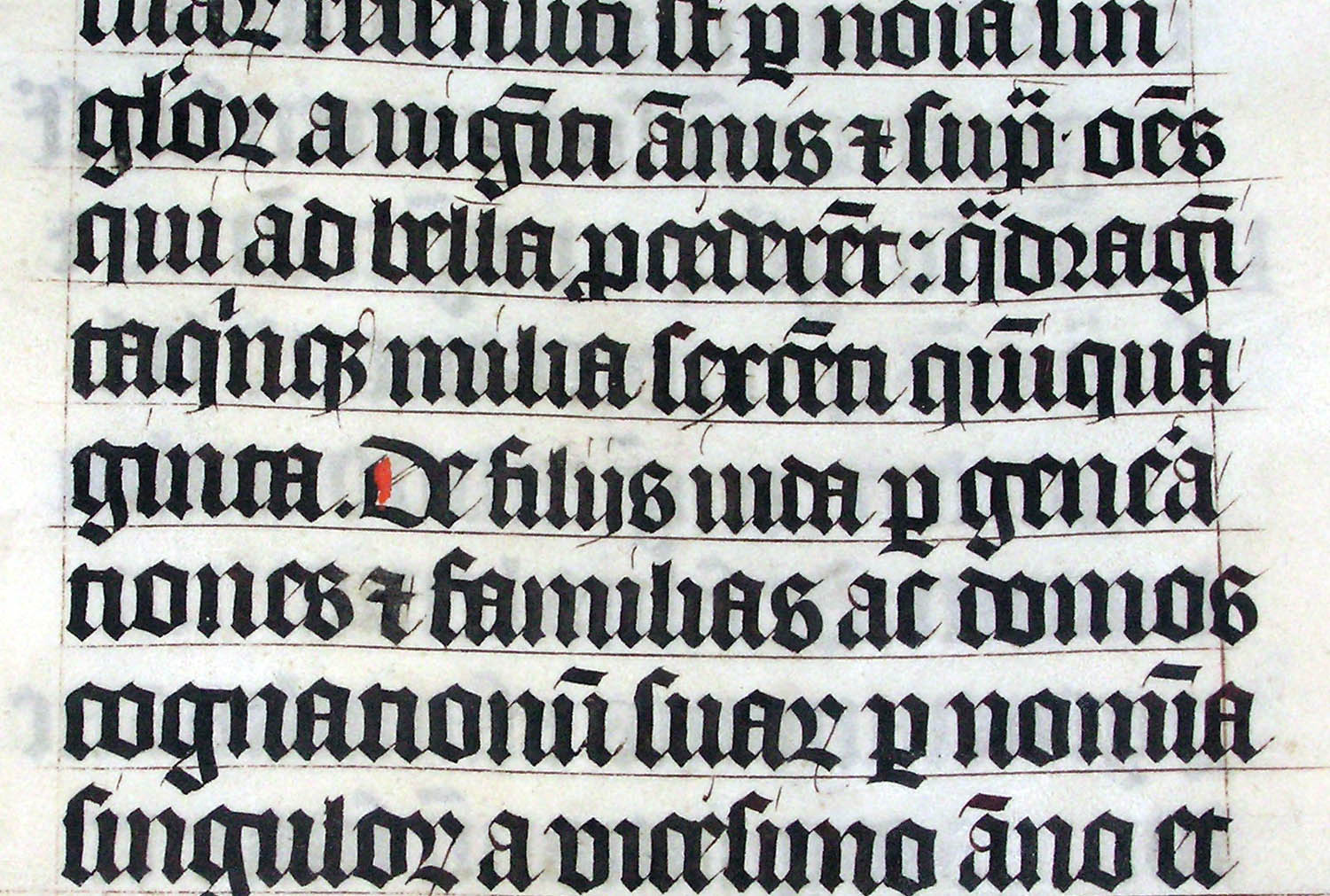
Fragment Biblii łacińskiej z 1407 r. (Lb 1:24–26)

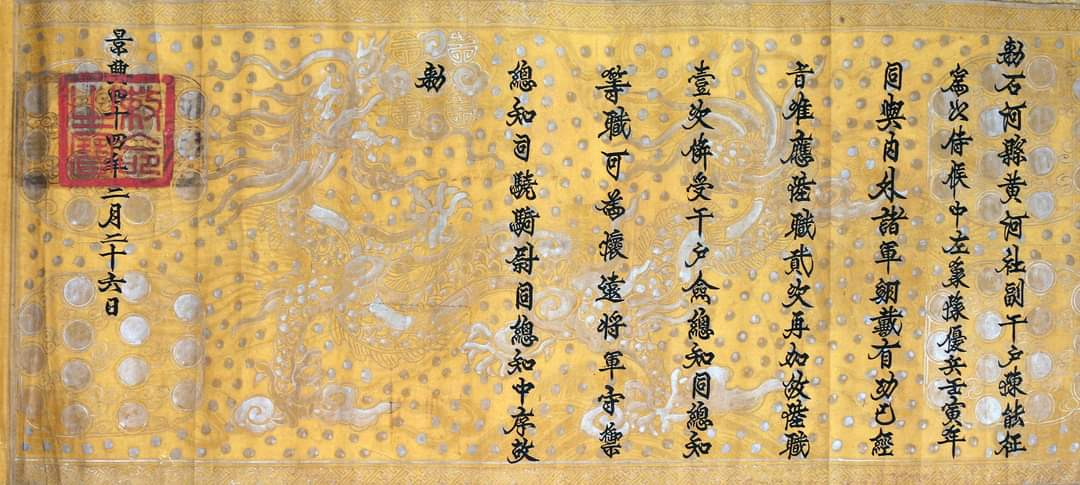
Dokument administracyjny napisany chińską kaligrafią z Dai Viet w Wietnamie. XVIII w.

Kaligrafia (gr. καλλιγραφία od καλὸς 'piękny' i γρᾰ́φειν 'pisać') – sztuka starannego i estetycznego pisania, często również zdobionego artystycznie. Nauka kaligrafii miała kształtować charakter oraz cierpliwość. Kaligrafia była podstawowym przedmiotem w szkołach. Do około 1960 r. była w Polsce przedmiotem nauczania początkowego, mającym na celu doskonalenie pisma odręcznego.

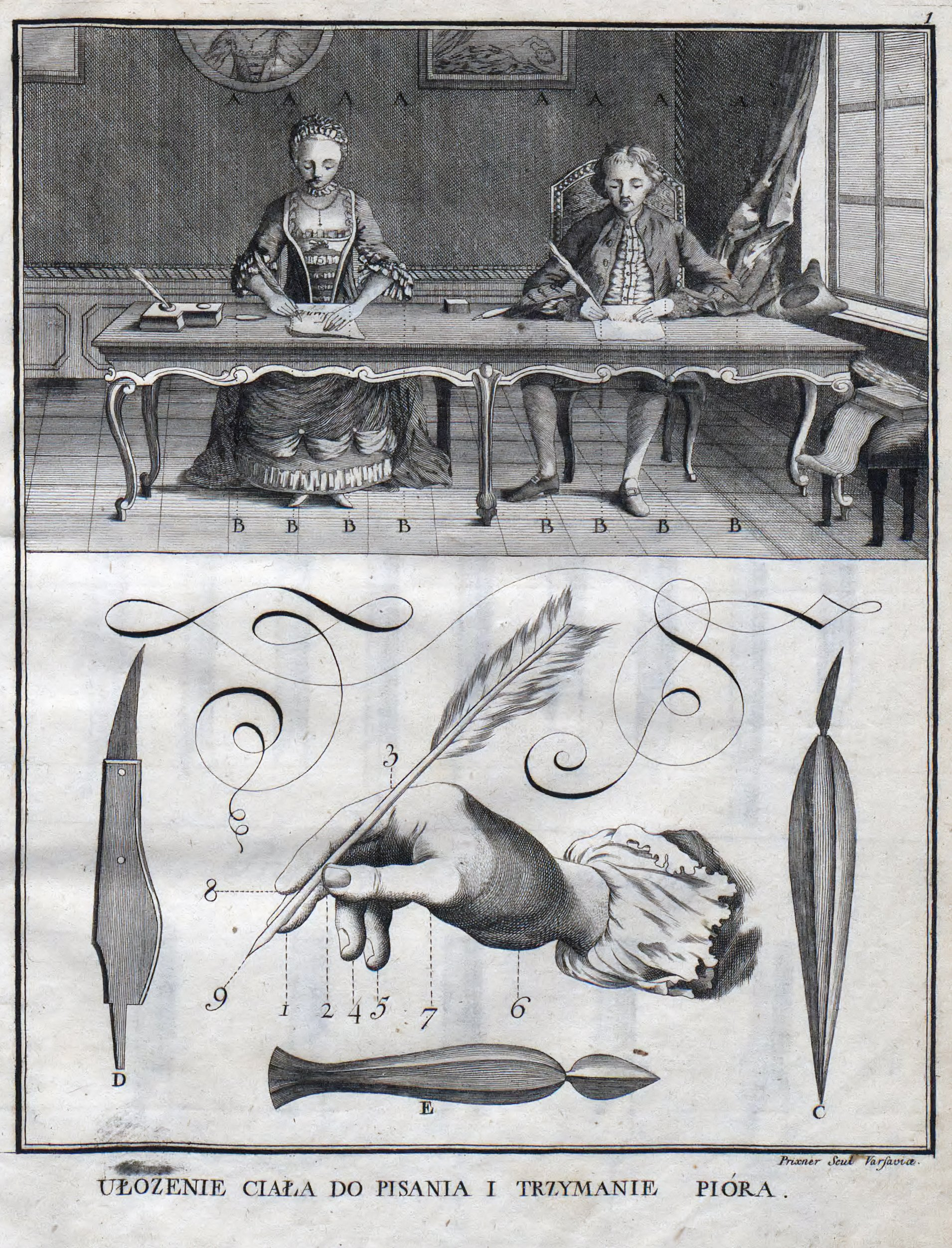
Ułożenie ciała do pisania i trzymania pióra w kaligrafii, 1781

O kaligrafii pisał m.in. Dominik Gabriel Szybiński w „Sztuce Pisania w Trzech Rozdziałach” w 1781 r. Wg. autora kaligrafia była traktowana jako sztuka „malowania słów” i wyrażania myśli za pomocą precyzyjnych znaków na papierze: „pisanie to sztuka mówienia do oczu”.

## Materiały i narzędzia
Tradycyjnie pisania używano piór gęsich, które odpowiednio przycinano i dopasowywano do rodzaju pisma. Proces ten wymagał precyzji – pióro musiało być odpowiednio zaostrzone, aby uzyskać właściwą grubość linii.
Inkausty były przygotowywane z naturalnych składników, takich jak galasy dębowe, ocet, guma arabska co zapewniało trwałość zapisu.

## Zasady estetyki
Kaligrafowie przykładają dużą wagę do proporcji liter, ich nachylenia oraz odstępów między słowami. Na przykład litery w stylu włoskim mają wysokość równą siedmiu szerokościom pióra, a ich nachylenie wynosi trzy szerokości pióra względem linii pionowej.
Ważnym elementem jest symetria i harmonia między literami oraz ozdobne zawijasy (tzw. zawody zamaszyste), które nadają pismu elegancji.

## Kaligrafia w polskiej szkole przedwojennej
Od początku XX w. kaligrafii uczono w klasach początkowych na obowiązkowych zajęciach języka polskiego. Sztuka pisania traktowana była jako podstawa nauki zwykłego pisania.
Przed wojną wydawano wiele podręczników do nauki kaligrafii, a nauczyciele posiłkowali się różnymi tytułami. Najbardziej znany i polecany przez Ministerstwo Wyznań Religijnych i Oświecenia Publicznego było dzieło Stefana Tatucha Nauka pisma ozdobnego i użytkowego: podręcznik dla nauczycieli i uczniów seminariów nauczycielskich. Inną popularną książką był Podręcznik do nauki kaligrafii dla użytku szkolnego i domowego Józefa Czerneckiego, Józefa Szablowskiego i Stefana Tatucha. Autorzy tej monografii przekonywali, że uczniowie, którzy znają zasady dobrego pisania, w późniejszym życiu wystrzegają się nie tylko plam w zeszycie czy książce, ale także wszystkiego, co mogłoby splamić życie. Zachęcali do ćwiczenia pięknego pisania na fragmentach Pisma Świętego czy sentencji i prawd życiowych.

Celem kaligrafii jest: 
1.	wyuczenie dzieci pisma pięknego t. j. wyraźnego i kształtnego,
2.	wpojenie wczesne w uczących się zamiłowania porządku, czystości i piękna.

W podręczniku wymieniono następujące metody nauczania :
- poglądowa – uczeń powinien nie tylko słuchać o pięknym pisaniu, ale również widzieć poprawnie zapisane znaki (na tablicy, w zeszycie, na wywieszonych planszach);
- posiłkowa pisania w powietrzu – przed pisaniem w zeszycie – omawianie przy pomocy specjalistycznego słownictwa danego znaku i jednoczesne kreślenie go w powietrzu;
- mechaniczna – ćwiczenie za pomocą kalki lub wzoru prawidłowo zapisanych liter;
- linearna – wykorzystywanie linii pomocniczych do zachowania koniecznych równości pisma;
- Carstairsa (amerykańska a raczej angielska) – ćwiczenia ramienia, ręki i palców potrzebne do odpowiedniego prowadzenia pióra;
- pisania w takt – wykonywanie czynności związanych z pisaniem i samo kreślenie znaków na komendę nauczyciela (wszyscy uczniowie równocześnie, w jednym czasie);
- genetyczna – rozkładanie znaków na części składowe w celu zrozumienia budowy pisma[4].

W polskiej szkole przedwojennej pisania uczono w kilku etapach :
1. w klasie pierwszej uczono czytania i pisania: przepisywano litery z tablicy nie zwracając uwagi na estetykę pisma,
2. następnie nauczano budowy liter: ćwiczono zapisywanie wyrazów bez odrywania pióra (do tego celu wykorzystywano zeszyty z czterema liniami);
3. od klasy czwartej skupiano się na trudniejszych odmianach znaków: pisano w zeszytach z jedną linią lub na gładkich kartkach;
4. w klasach najstarszych zachęcano do używania ozdobnych zawijasów przy literach, aby wykształcić indywidualny charakter pisma[7].

Pismo, którego uczono w przedwojennych polskich szkołach, przypominało krój copperplate (czyli kursywa angielska); było pochylone i składało się z linii o zróżnicowanej grubości  .